# Caitlin de Lange
Pour les articles homonymes, voir de Lange.
Caitlin Ann de Lange, née le 4 mars 2004, est une nageuse sud-africaine.

## Carrière
Caitlin de Lange remporte aux Championnats d'Afrique de natation 2021 à Accra la médaille d'or sur 4 × 100 mètres nage libre, médaillée d'argent du 50 mètres papillon et du 50 mètres nage libre et médaillée de bronze du 50 mètres dos. Elle dispute également les courses juniors dans cette compétition, remportant l'or sur 50 mètres nage libre, sur 50 mètres brasse, sur 50 mètres papillon, sur 4 × 100 mètres nage libre et sur 4 x 100 m nage libre mixte ainsi que l'argent sur 4 x 100 m nage libre et le bronze sur 50 mètres dos et 100 mètres brasse.
Aux Jeux africains de 2023, elle est médaillée d'or sur 100 mètres nage libre, sur 50 mètres dos, sur 4 × 100 mètres quatre nages, sur 4 × 100 mètres nage libre mixte et sur 4 × 100 mètres quatre nages mixtes ainsi que médaillée d'argent sur 50 mètres nage libre et sur 50 mètres papillon.